# Bertil Dillner

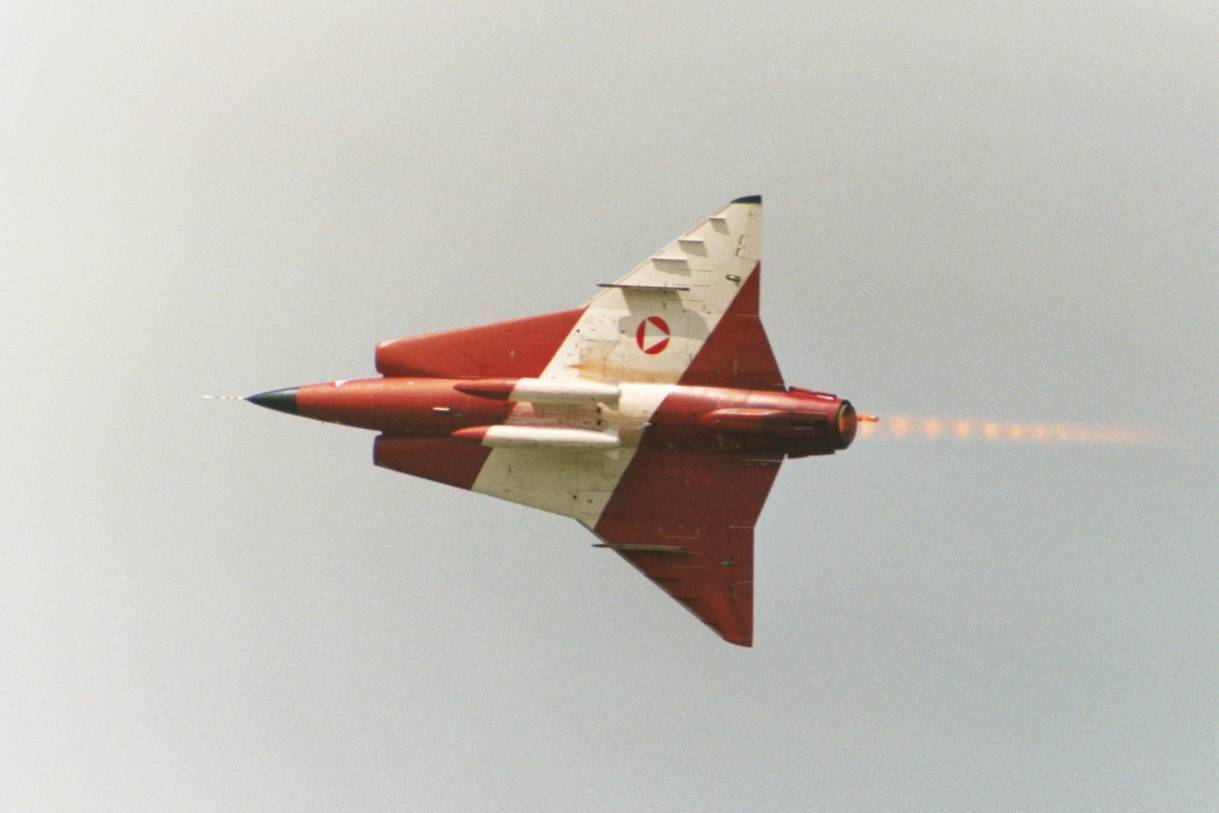
Saab 35 Draken

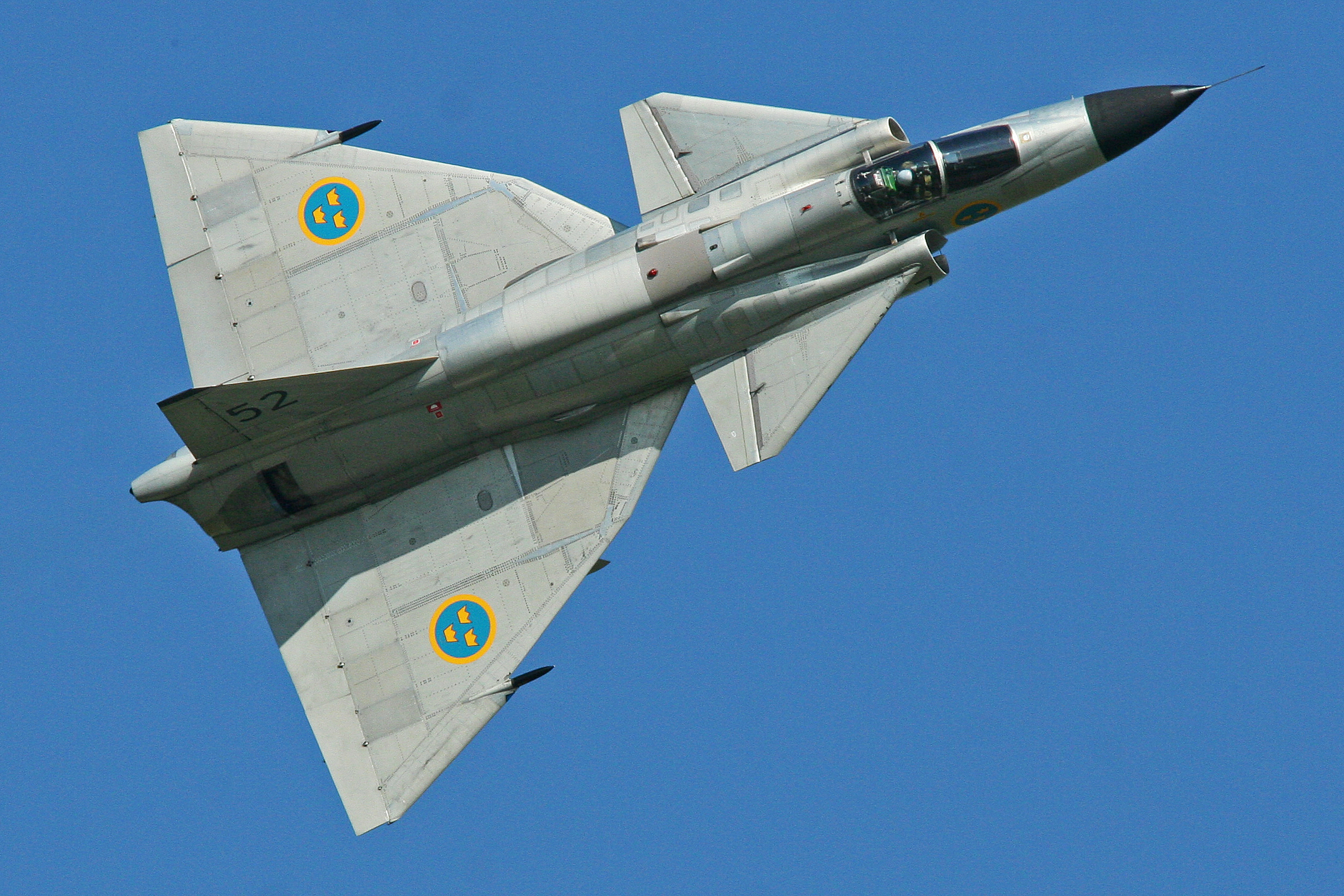
Saab 37 Viggen

Bertil Dillner, född 12 maj 1923 i Lit, död 9 maj 2015 i Linköping, var en svensk civilingenjör  specialiserad på aerodynamik. Dillner arbetade bland annat med utvecklingen av deltavingeflyg och överljudsflygplan. 
Dillner, tillsammans med Hermann Behrbohm, gjorde betydande insatser för designen av Saab 35 Draken och inte minst Saab 37 Viggen och då särskilt utformningen och testerna av canardvinge-konstruktionen för Viggen.
Dillner var från 1972 chef för flera av Boeings tekniska utvecklingskontor.

## Biografi
Efter examen från KTH år 1949 arbetade han på Flygtekniska försöksanstalten. 

### Saab
Från 1954 till 1967 var han anställd vid Svenska Aeroplan AB (efter 1965 Saab  AB) under Erik Bratt och Tore Gullstrand där han arbetade med aerodynamiska frågor för Saab 35 Draken och Saab 37 Viggen. Båda projekten var viktiga för svensk flygindustri och svenskt försvarsdoktrin under kalla kriget. 
Enligt försvarsbeslutet 1958 var det under 1950-1970-talen ett uttalat mål för svenska flygvapnet att kunna angripa strategiska bombflyg såsom Tupolev Tu-16 innan de nått eventuella mål i Sverige. Detta skulle uppnås med jaktflygplan, till exempel Saab 35 Draken, där de flygtekniska egenskaperna sågs som avgörande för framgång. En annan aspekt var att försvarsmakten ville ha förmåga till  invasionsförsvar med hjälp av attackflyg och spaningsflygplan, något man uppnådde med Saab 37 Viggen. Detta ledde till att försvarsmakten och senare Försvarets materielverk lade ner omfattande resurser på forskning och utveckling.

### Boeing
År 1967-1981 var Dillner anställd av Boeing Commercial Airplanes i Seattle,  där han bland annat arbetade med utvecklingen av Boeing 2707 1967-72. Han togs också i anspråk för aerodynamiska frågor, till exempel för USA:s rymdfärjeprogram 1971-1972. Han var medlem av Boerings förstudiegrupp (preliminary design group) och arbetade bland annat med transportplanstudier, till exempel för flygplansmodellen Boeing/de Havilland Canada DHC-5 Buffalo. 
År 1972 utnämndes han till aerodynamisk chefsingenjör vid Boeing Commercial Airplanes, en tjänst som han innehade till 1981. Under sin tid i Seattle blev han amerikansk medborgare. År 1981-1988 var Bertil Dillner anställd vid Boeing Defense, Space & Security, år 1981-1985 som aerodynamisk chefsingenjör och som dess chefsingenjör 1985-1988. 

### Pension
Efter att ha gått i pension anlitades han som konsult, bland annat hos Aermacchi och för projektet Saab 2000.
Han var aktiv inom American Institute of Aeronautics and Astronautics och medgrundare till den aerodynamiska kommittén. Han var ordförande för Swedish Club North West mellan 1996 och 1997 och återvände till Linköping och Sverige 2005.